# Медичи, Бернардетто
Не следует путать с Бернадетто Медичи (1393—1465), флорентийским дипломатом и меценатом.
Бернарде́тто Ме́дичи (итал. Bernardetto de’ Medici; 1531, Флоренция, Флорентийская республика — после 1576, Неаполь, Неаполитанское королевство) — аристократ из рода Медичи, представитель ветви Медичи из Оттаяно, синьор Оттаяно. Основатель линии синьоров и князей Оттаяно, герцогов Сарно и герцогов Миранды.

## Биография
Родился во Флоренции в 1531 году. Он был сыном флорентийского гонфалоньера и сенатора Оттавиано Медичи от его первой супруги Бартоломеи Джуньи. По отцовской линии был внуком флорентийского политика Лоренцо Медичи, комиссара в Борго-Сан-Сеполькро и Катерины Нерли и правнуком флорентийского дипломата и мецената Бернадетто Медичи. Приходился единокровным братом римскому папе Льву XI.
14 августа 1559 года Бернадетто Медичи сочетался браком с Джулией Медичи (1535—1588), узаконенной внебрачной дочерью флорентийского герцога Алессандро. Для его супруги это был второй брак. Первым браком, оказавшимся бездетным, она была замужем за неаполитанским патрицием Франческо Кантельмо, который оставил её вдовой в 1556 году. В браке с ней у Бернадетто родился единственный ребёнок, сын Алессандро (17.12.1560 — 1606), синьор Оттаяно, названный так в честь деда по материнской линии, который по протекции дяди, римского папы Льва XI получил звание генерала армии Папского государства и был назначен правителем Борго. Алессандро сочетался браком с Делией Санвеверини из рода графов Сапонара и оставил потомство. В дальнейшем представители линии Медичи из Оттаяно приобрели титулы князей Оттаяно, герцогов Сарны и герцогов Миранды в Неаполитанском королевстве.
Во время жизни во Флоренции Бернадетто Медичи находился на дипломатической службе при дворе родственника, флорентийского герцога Козимо I. Он был одним из первых кавалеров Ордена Святого Стефана. В качестве представителя флорентийского герцога присутствовал на Тридентском соборе и конклаве в Риме в 1559 году. В 1565 году он сопровождал епископа Ареццо и архиепископа Сиены в Болонью за эрцгерцогиней Иоганной Австрийской, невестой наследного принца Франческо Медичи. Позднее служил послом Флоренции при дворе в Неаполе.
В 1567 году у мольфеттского князя Чезаре Гонзага за пятьдесят тысяч дукатов им был приобретён феод Оттаяно, находившийся недалеко от Неаполя. В том же году, из-за конфликта его супруги с Элеонорой дельи Альбицци, фавориткой овдовевшего флорентийского герцога Козимо I, Бернадетто был вынужден покинуть двор во Флоренции и переехать в свои владения в Неаполитанском королевстве. В 1576 году в Ноле, близ Оттаяно, им был основан доминиканский монастырь, для которого он построил церковь Богоматери Святого Розария. Бернадетто Медичи умер в Неаполе после 1576 года.

## В культуре
Сохранился портрет Бернадетто Медичи 1549 года кисти Джорджо Вазари, который в настоящее время входит в собрание музея Боде в Берлине. На нём он изображён в возрасте восемнадцати лет.